# Computer Chess Rating Lists
Computer Chess Rating Lists (CCRL) (deutsch „Computerschach-Bewertungslisten“) ist eine nichtkommerzielle Vereinigung, die Computerschachprogramme gegeneinander spielen lässt und so die Spielstärke der einzelnen Programme ermittelt. Die Ergebnisse werden auf einer Website veröffentlicht.

## Geschichte
Die CCRL wurde als Organisation im Jahr 2006 von Graham Banks, Ray Banks, Sarah Bird, Kirill Kryukov und Charles Smith gegründet. Sie fanden aus gemeinsamem Interesse am Hobby Computerschach zusammen. Seitdem richten sie gemeinsam mit weiteren Mitstreitern Engine-Zweikämpfe sowie -Turniere aus. Anhand der dabei ermittelten Ergebnisse ermitteln sie die entsprechenden Elo-Zahlen der Programme und erstellen Ranglisten.
Hauptsächlich gibt es drei unterschiedliche Listen:
- (1) CCRL 40/15 Rangliste
- (2) CCRL 40/2 FRC Rangliste
- (3) CCRL Blitz Rangliste

Diese Listen unterscheiden sich erstens durch die zur Verfügung stehende Bedenkzeit. Bei (1) beträgt sie 15 Minuten für jeweils 40 Züge, bei (2) nur zwei Minuten für jeweils 40 Züge und bei (3) handelt es sich um Blitzschach mit zwei Minuten Bedenkzeit für die gesamte Partie plus eine Sekunde pro Zug. Der zweite Unterschied wird durch das Kürzel FRC symbolisiert. Es steht für Fisher Random Chess, neudeutsch meist Chess960 genannt. Während bei (1) und (3) sich bei Spielbeginn alle Figuren in der klassischen Grundstellung befinden, ist es bei (2) entsprechend den Regeln des FRC irgendeine von 960 möglichen unterschiedlichen Ausgangsstellungen.
Die Listen werden nahezu täglich aktualisiert und sind frei verfügbar.